# Andrea Noè
Andrea Noè (Magenta, 15 gennaio 1969) è un ex ciclista su strada italiano, professionista dal 1993 al 2011 e vincitore di una tappa al Giro d'Italia 1998.
Soprannominato "Brontolo" dai colleghi per la caratteristica di lamentarsi spesso, è stato spesso citato per la propria professionalità e come esempio per i giovani.

## Carriera
Passista-scalatore, passa professionista nel 1993, vestendo fino al 1996 e dal 1999 al 2002 la maglia della Mapei; in mezzo una parentesi di due anni all'Asics-CGA di Davide Boifava. Nel 2003 passa all'Alessio e nel 2005 alla neonata Liquigas, rimanendovi fino al 2009.
Sono questi gli anni migliori: nel 1998 trionfa in una tappa del Giro d'Italia a San Marino, e due giorni dopo, al termine della frazione di Schio, veste la maglia rosa di leader della classifica generale, perdendola il giorno successivo a Piancavallo; vince poi una tappa al Tour de Romandie 2000. Nella classifica generale del Giro d'Italia conclude quarto nel 2000 e nel 2003, e sesto nel 2001. Al Giro d'Italia 2006 corre come gregario del più quotato per la vittoria finale Danilo Di Luca; al Giro d'Italia 2007 veste ancora per due giorni la maglia rosa, a oltre 38 anni di età, prendendola al Santuario della Madonna della Guardia e cedendola al compagno Di Luca al termine della tappa di Briançon. Viene inoltre convocato in Nazionale dal ct Franco Ballerini per i Campionati del mondo 2003 a Hamilton, in Canada.
Dopo aver prolungato il suo contratto con il team Liquigas sino alla stagione 2009, passa alla Ceramica Flaminia nel 2010 e nel 2011 corre con la Farnese Vini-Neri Sottoli il suo sedicesimo e ultimo Giro d'Italia. In quella "corsa rosa" si ritira durante la quattordicesima tappa, concludendo così la sua carriera. Pochi giorni dopo vince una kermesse a Vimercate nella specialità derny.

## Palmarès
- 1992 (Mecair, Dilettanti)

Bologna-Raticosa
- 1998 (Asics - CGA, una vittoria)

11ª tappa Giro d'Italia (Macerata > San Marino)
- 2000 (Mapei - Quick Step, una vittoria)

4ª tappa Tour de Romandie (Orbe > Leysin)

### Altri successi
- 2002 (Mapei - Quickstep)

1ª tappa, 1ª semitappa Settimana Internazionale di Coppi e Bartali (Cronosquadre)
- 2007 (Liquigas)

1ª tappa Giro d'Italia (Caprera > La Maddalena, cronosquadre)
- 2008 (Liquigas)

1ª tappa, 2ª semitappa Settimana Internazionale di Coppi e Bartali (Misano, Cronosquadre)

## Piazzamenti

### Grandi Giri
- Giro d'Italia

1994: ritirato (9ª tappa)
1995: 36º
1996: 37º
1997: 11º
1998: 15º
1999: 28º
2000: 4º
2001: 6º
2002: 20º
2003: 4º
2004: 17º
2005: 45º
2006: 38º
2007: 35º
2008: 39º
2011: ritirato (14ª tappa)
- Tour de France

2003: 74º
2004: 99º
- Vuelta a España

1993: 68º
1997: 52º
1999: 41º
2001: non partito (9ª tappa)
2002: ritirato (8ª tappa)

### Classiche monumento
- Milano-Sanremo

1997: 10º
1998: 39º
2003: 32º
2011: ritirato
- Giro delle Fiandre

1997: ritirato
- Liegi-Bastogne-Liegi

1997: 33º
1998: 27º
1999: 53º
2001: 88º
2002: 56º
2003: 16º
2004: 75º
2007: 72º
- Giro di Lombardia

1993: 51º
1995: 33º
1997: 47º
1999: 22º
2003: ritirato
2004: ritirato
2005: 35º
2006: 59º
2008: 17º

### Competizioni mondiali
- Campionati del mondo

Hamilton 2003 - In linea: 96º